# Tonga nos Jogos Paralímpicos de Verão de 2000
Tonga participou dos Jogos Paralímpicos de Verão de 2000, que foram realizados na cidade de Sydney, na Austrália, entre os dias 18 e 29 de outubro de 2000.
A nação, com apenas um único integrante, não conquistou nenhuma medalha nesta edição das Paralimpíadas.